# Charles Harrison (Künstler)
Charles Townsend Harrison (* 11. Februar 1942 in Chesham, Buckinghamshire, Großbritannien; † 6. August 2009 in Banbury, Oxfordshire) war ein britischer Hochschullehrer, Autor und Herausgeber sowie Konzeptkünstler als Mitglied der Künstlergruppe Art & Language.

## Leben und Werk
Charles Harrison studierte an der Cambridge University und am Courtauld Institute of Art in London von 1961 bis 1967. Er lehrte als Professor für Geschichte und Theorie der Kunst an der Open University.
Charles Harrison wurde 1971 Mitglied der Künstlergruppe Art & Language und war Herausgeber der Zeitschrift Art-Language.
Charles Harrison war als Mitglied von Art & Language im Jahr 1972 Teilnehmer der Documenta 5 in Kassel mit dem Projekt Index 0001 in der Abteilung Idee + Idee/Licht, zusammen mit den Art & Language-Künstlern Terry Atkinson, David Bainbridge, Ian Burn, Michael Baldwin, Harold Hurrell, Mel Ramsden und dem US-amerikanischen Spezialisten für Kunst-Sprache Joseph Kosuth. Mit Art & Language war er auch auf der Documenta 6 (1977) und der Documenta 7 im Jahr 1982 vertreten.
Nach 1977 wurde Art & Language von Baldwin und Ramsden als Projekt weitergeführt. Es entstand ein umfangreiches Werk von Objekten und Bildern. Viele Texte wurden von Charles Harrison geschrieben.